# Bernard Lazare
Pour les articles homonymes, voir Lazare (homonymie).
Lazare Bernard, dit Bernard Lazare (Nîmes (Gard), 14 juin 1865 – Paris, 1er septembre 1903), est un écrivain, critique littéraire, journaliste politique (il couvre les événements de la mine de Carmaux), anarchiste et polémiste. Français juif, il est « très sincèrement athée ».
Il est l'un des premiers dreyfusards et a théorisé le sionisme libertaire.

## Jeunesse
Bernard Lazare (et non Bernard-Lazare comme l'écrivait Charles Péguy) est né à Nîmes le 14 juin 1865. Lazare Marcus Manassé Bernard inverse prénom et patronyme pour entrer en littérature et en journalisme. Il est l'aîné des quatre fils de Jonas Bernard, négociant de prêt-à-porter, et de Douce Noémie Rouget, d'origine toulousaine. La très bourgeoise famille Rouget introduisit le métier Jacquard à Toulouse et créa une des premières et très florissantes manufactures de draperies et passementerie. La famille Bernard était juive, peu croyante, mais attachée aux fêtes traditionnelles.
Lazare Bernard obtient un baccalauréat en sciences, mais sa passion, c'est la littérature, partagée avec son ami toulousain, le poète Éphraïm Mikhaël. Ils se font passer pour cousins. C'est Éphraïm Mikhaël, d'un an son cadet, qui, depuis Paris, encourage Lazare à venir y conquérir avec lui le monde des lettres. Lazare arrive à Paris en 1886, l'année de la parution de La France juive d'Édouard Drumont.
Lazare s'inscrit à l'École pratique des hautes études où il choisit les cours de l'abbé Louis Duchesne, pour lequel l'Institut catholique de Paris avait créé une chaire d'histoire de l'Église. La rigueur de Lazare, son goût du fait exact, son aptitude à remettre en cause les faits établis ou prétendument tels, furent à coup sûr confortés par Duchesne, dont l'Histoire de l'église ancienne fut mise à l'Index par l'Église, qui reprochait à l'auteur d'avoir écrit en « historien » et non en « théologien ».
Au cours de l'année universitaire 1887-1888, Lazare remet un mémoire consacré à « la législation conciliaire relative aux Juifs ».
En 1888, il écrit, avec Ephraïm Mikhaël, La Fiancée de Corinthe, légende dramatique en trois actes, où apparaît son nom de plume : Bernard Lazare. Deux ans plus tard, Ephraïm Mikhaël meurt de tuberculose. Ce deuil marque tragiquement la fin de la jeunesse de Lazare.
C'est aussi vers cette période qu'il s'engage en anarchie, un engagement actif, bien qu'il n'ait jamais cautionné « l'action directe ». Mais il a toujours soutenu les idées et les « compagnons », dont il aide à financer les publications et qu'il soutient lors de leurs procès. C'est en anarchiste qu'il rédige une série de nouvelles pour les journaux, qui font l'objet de plusieurs recueils. C'est en anarchiste qu'il est critique littéraire (notamment pour L'Ermitage) et, qu'à l'été 1895, il couvre pour l'Écho de Paris la douloureuse révolte des ouvriers de Carmaux. Journaliste dans l'âme, en compagnie de Laurence Jerrold, il assiste en 1896 au Congrès socialiste de Londres et dénonce « l'autoritaire et jaloux Karl Marx, infidèle à son propre programme que l'Internationale dévia de son but ».
Il confonde en 1896, avec Jerrold et Achille Steens, le « Groupe d’art social », qui donne naissance à la revue L'Art social. Le groupe et la revue réunissent Augustin Hamon, Charles Malato, Léon Frapié, George Diamandy (en), Remy de Gourmont, Han Ryner, Charles-Louis Philippe, Lazare, Léon Cladel, etc..

## Affaire Dreyfus

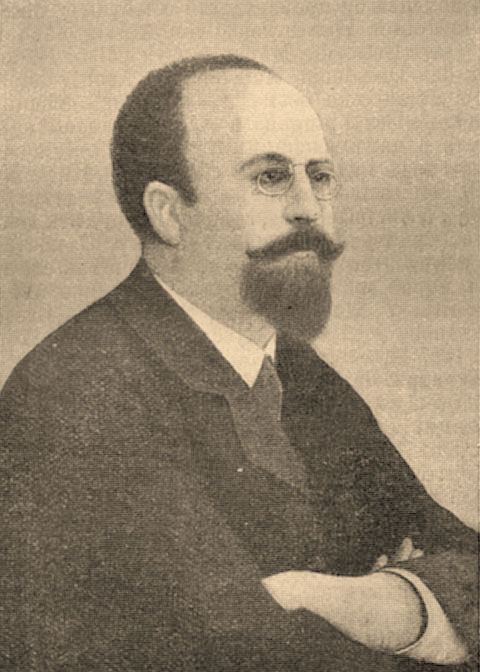
Je vois encore sur moi son regard de myope, si intelligent et ensemble si bon, d'une si lumineuse douceur, d’une si incurable bonté. Charles Péguy, Notre Jeunesse.

Il ne se préoccupe pas moins de cette question juive dont Édouard Drumont fait désormais son fonds de commerce. Dès 1892, il est en contact avec Ahad Ha'Am, l'un des pères du mouvement des Amants de Sion.
Au printemps 1894, il publie L'Antisémitisme, son histoire et ses causes, une étude érudite et critique des origines de l'antisémitisme. Cette parution a lieu à quelques mois de l'arrestation et de la détention d'un capitaine juif, Alfred Dreyfus, accusé de trahison. Connu pour sa combativité et son courage, qui l'amènent même à vouloir se confronter directement à Édouard Drumont, Bernard Lazare est contacté par Mathieu Dreyfus pour contribuer à faire éclater l'innocence de son frère Alfred.
C'est un choc. Bernard Lazare se consacre presque exclusivement à cette tâche ; il publie son premier mémoire L'Affaire Dreyfus – Une erreur judiciaire, en Belgique début novembre 1896 ; en fait, c'est une refonte totale du texte qu'il avait écrit à la demande de Mathieu Dreyfus dès l'été 1895. Se fondant sur un article de L'Éclair du 15 septembre 1896 révélant l'illégalité du procès de 1894, Lazare démontait l'accusation point par point et demandait la révision. Cette tactique est sans doute plus conforme aux désirs de la famille Dreyfus car dans sa première version, il attaquait les coupables, les accusant les uns après les autres, et terminait en embrayant sur une litanie de « J'accuse…! » qu'il donne, un peu plus de deux ans plus tard, à Émile Zola qui la fera passer à la postérité.
À travers ce voyage au bout de l'antisémitisme, Lazare, de juif nationaliste français qu'il était, devient nationaliste juif, sans rien renier de ses engagements anarchistes. Il fait un bout de chemin avec Theodor Herzl, les deux hommes éprouvant l'un pour l'autre une grande estime. Mais il se sépare de Herzl, en désaccord avec un projet dont il désapprouve « les tendances, les procédés et les actes ».

« Vous êtes — écrit-il en avril 1899 à Herzl, et à travers lui au Comité d'action sioniste — des bourgeois de pensée, des bourgeois de sentiment, des bourgeois d'idées, des bourgeois de conception sociale. »

Il est mentionné dans le dessin d'Hippolyte Petitjean du recueil Hommage des artistes à Picquart (1899) et représenté tenant une torche dans celui de Louis Armand Rault de ce même ouvrage.
Désormais, Lazare continue son combat pour les Juifs à sa manière. Il a été aux côtés des Juifs roumains dont, après être allé en Roumanie, il dénonce le sort terrible dans L'Aurore en juillet et août 1900. Il part aussi pour la Russie où il fait un nouveau reportage sur les Juifs là aussi en danger. Mais il n'aura pas le temps de le publier, rongé déjà par la maladie.
De même, il s'est engagé en faveur des Arméniens déjà persécutés par les Turcs et, en 1902 dans Pro Armenia, il a dénoncé, en ces termes, le congrès sioniste de Bâle qui avait rendu un hommage public au sultan Abdülhamid II : « Les représentants […] du plus vieux des peuples persécutés, ceux dont on ne peut écrire l'histoire qu'avec du sang, envoient leur salut au pire des assassins. […] et dans cette assemblée, il ne se trouve personne pour dire […] : Vous n'avez pas le droit de déshonorer votre peuple. »

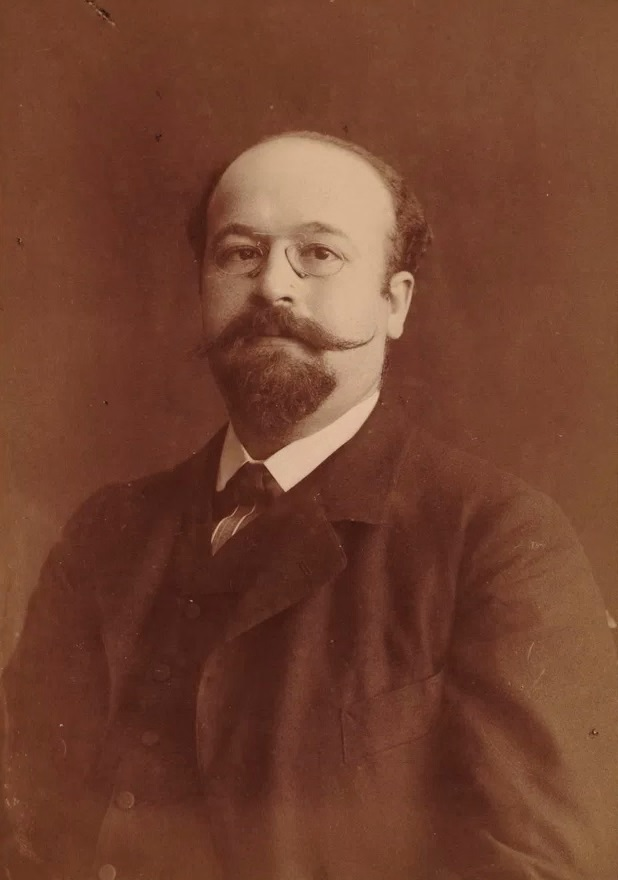
Bernard Lazare, vers 1898

Bernard Lazare ne cherchait pas à plaire. Il aspirait à la justice, à la vérité et à la liberté sans compromis. Très vite, les dreyfusistes étouffent sa voix, et il ne peut même plus, lors du procès de Rennes, écrire pour L'Aurore. Il n'en couvre pas moins le procès, et envoie ses chroniques au vitriol à deux revues américaines, The Chicago Record et The North American Review.
En 1902, consulté par Charles Péguy sur les effets de la loi relative au contrat d'association, il donne aux Cahiers de la Quinzaine une profession de foi qui, partant de ce que fut la morale du dreyfusisme, se porte en défense de la démocratie, de la liberté de penser et de croire : « Les cléricaux nous ont embêtés pendant des années, il ne s’agit pas à présent d’embêter les catholiques », dit-il à Charles Péguy.
Par la suite, Péguy consacre à Bernard Lazare des pages particulièrement ferventes dans Notre jeunesse (1910), louant en lui « des parties de sainteté » : « Il avait une douceur, une bonté, une tendresse mystique, une égalité d’humeur, une expérience de l’amertume et de l’ingratitude […] Il vécut et mourut comme un martyr. Il fut un prophète. Il était donc juste qu’on l’ensevelît prématurément dans le silence et dans l’oubli. » Cet oubli, selon Péguy, fut « concerté » : « En 1903, en repos à Grasse, malade, fatigué par les incessants combats qu’il avait menés, il fut fort contrarié par la publication d’un Précis de l’Affaire Dreyfus signé du Docteur Oyon et préfacé par Anatole France. Lazare avait été tout simplement oublié par son compagnon de lutte. Rien de ce qu’il avait fait, rien de ce qu’il avait écrit, le premier, à un moment où il était à peu près le seul à défendre Dreyfus, n’y était mentionné. « Nul ne s’occupait de l’affaire, sauf la famille Dreyfus », avait-il pu y lire. »

Lorsqu'il mourut, le 1er septembre 1903, à 38 ans, après avoir été opéré d'un cancer des voies digestives au dernier stade, il laissait un manuscrit inédit, Le Fumier de Job, et autorisait la réédition de L'Antisémitisme, son histoire et ses causes à condition qu'on mît en tête cet avertissement : 
« Sur beaucoup de points, mon opinion s'est modifiée ».

## Postérité
Bernard Lazare est l'époux d'Isabelle Bernard Lazare qui meurt presque centenaire en 1960, mais n'eut pas d'enfant. Cependant, il eut une postérité : son frère, le colonel Fernand Bernard, polytechnicien, joua un rôle majeur en Indochine française. De 1904 à 1906, il fut le chef de la commission de délimitation de la frontière du Siam et obtint la rétrocession des trois provinces cambodgiennes conquises par le Siam 50 ans plus tôt, dont celle d'Angkor. Cette action de diplomatie lui valut en 1908 la médaille d'or de la Société de géographie de Paris. Il a raconté cette odyssée dans son livre. Dans les années 1940, il a financé les débuts du mouvement de résistance Combat.
Les deux enfants du colonel Bernard furent de grandes figures de la Résistance : Jean-Guy Bernard (1917-1944), polytechnicien comme son père, secrétaire général du mouvement de résistance Combat, mort en déportation ; Jacqueline Bernard (1913-1988) rejoignit la Résistance en 1941 à Lyon, dans un groupe responsable de la publication du journal clandestin Combat. Elle fut arrêtée en juillet 1944 par la Gestapo, et déportée au camp de Ravensbrück en Allemagne. Libérée en juin 1945, elle revient à Paris et devient secrétaire générale et membre du comité éditorial de Combat devenu un journal quotidien avec Albert Camus comme éditeur. Elle a reçu de hautes distinctions : Chevalier de la Légion d'honneur, Croix de guerre et Médaille de la Résistance.
Sa nièce, Madeleine Bernard (1904-1997), fille d’Edmond Bernard, entra elle aussi en Résistance ; elle fut une « militante d’élite », indique son Mémoire de proposition pour la Médaille de la Résistance dont elle fut décorée de même que de la Croix de guerre.
Pour Jean-Marie Delmaire[Qui ?], la gloire du J'Accuse est revenue au seul Émile Zola et on a rapidement oublié Bernard Lazare. Sans doute parce que, s'il était « efficace, (il était) marginal partout où il s'agitait »[réf. nécessaire].

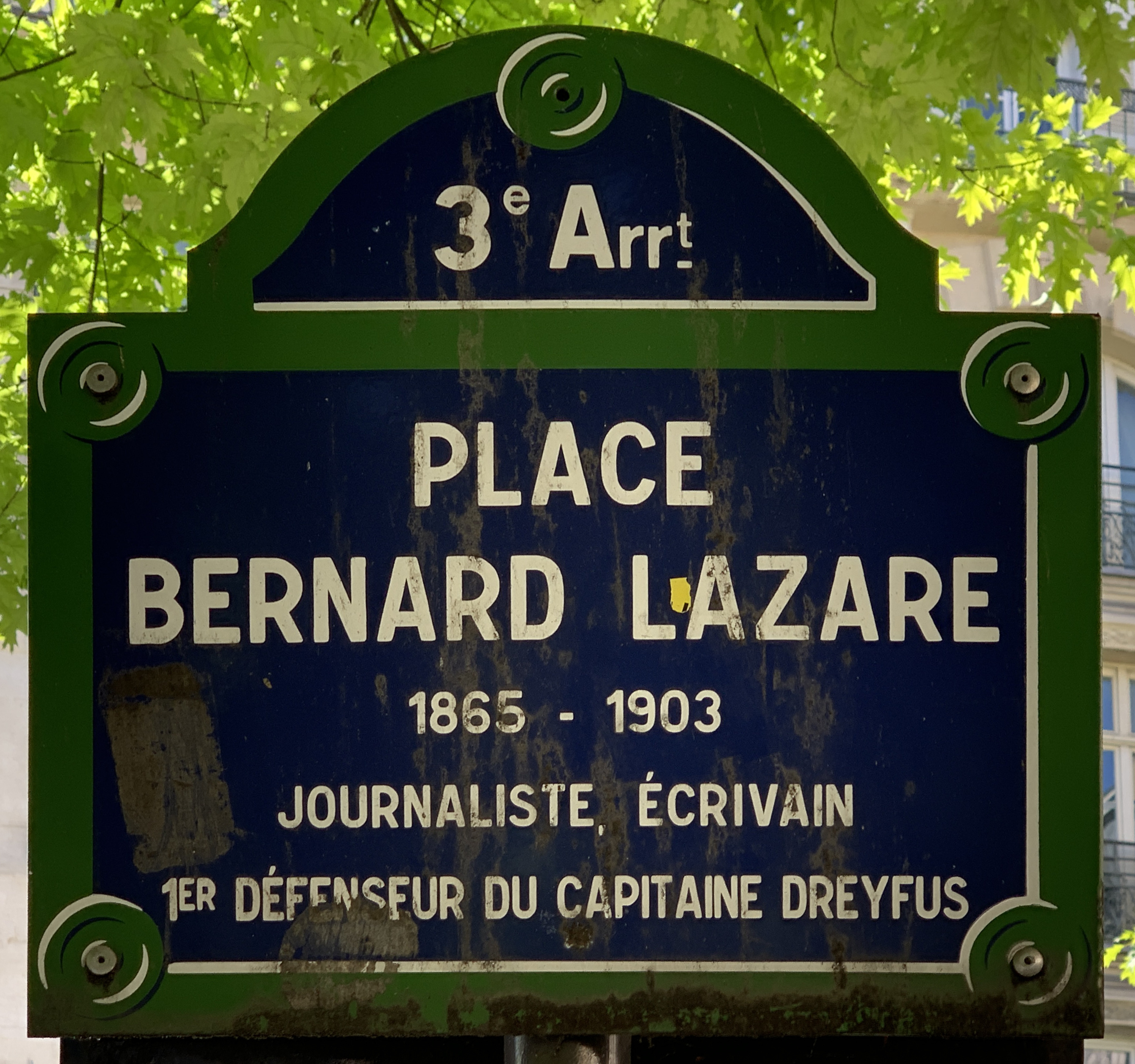
Plaque de rue de la place Bernard-Lazare

 À Paris, dans le 3e arrondissement à l'angle de la rue de Turbigo et de la rue Borda, la place Bernard-Lazare a été inaugurée par le maire de Paris Bertrand Delanoë, le 15 juin 2005. Toujours à Paris, le Cercle Bernard-Lazare, créé en 1954, est une organisation sioniste-socialiste, liée à l'Hachomer Hatzaïr et au parti Meretz en Israël.
Une rue porte également le nom de Bernard Lazare dans sa ville natale, Nîmes, où un monument avait été érigé à sa mémoire en 1908. Plusieurs fois vandalisé par des militants de l'Action française, il fut détruit en 1942.
Dans les années 1980, Carole Sandrel, petite-nièce de Bernard Lazare, s'aperçoit que certains fragments de l'œuvre de son grand-oncle sont détournés pour en faire un « juif antisémite ». Elle poursuit l'éditeur qui n'avait pas respecté, selon elle, les dernières volontés que Lazare avait exprimées dans son testament : on pouvait republier L'antisémitisme, son histoire et ses causes à condition d'indiquer que « sur bien des points » son opinion avait changé. Pour des raisons purement juridiques, sa requête ne peut aboutir. Elle crée alors l'association des Amis de Bernard Lazare, qui est le point de départ du retour de Bernard Lazare dans les mémoires, et, grâce aux historiens, à sa juste place dans l'Histoire.
Une autre de ses petites-nièces, Ève Line Blum-Cherchevsky, milite pour l'exactitude maximale des actes d'état civil des personnes mortes en déportation, et a écrit une série de livres qui recueillent des témoignages de famille et amis des déportés du convoi 73 : Nous sommes 900 Français.

## Œuvres

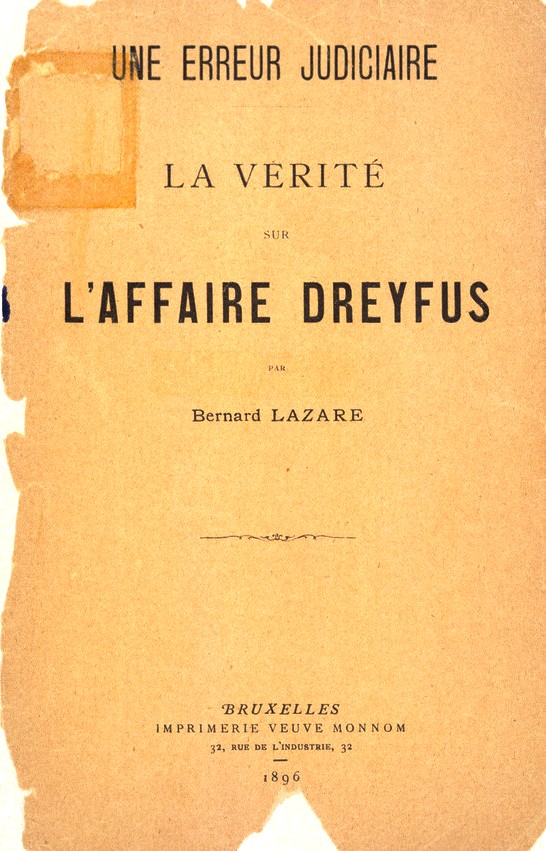

- Le miroir des légendes, Paris, A. Lemerre, 1892, lire en ligne sur Gallica
- La Télépathie et le Néo-Spiritualisme, Librairie de l'Art Indépendant, 1893.
- L'Antisémitisme, son histoire et ses causes, Paris, Léon Chailley, 1894 (texte en ligne à Bibliolib).
  - L'Antisémitisme, son histoire et ses causes, Paris, Crès, 1934.
  - L'Antisémitisme, son histoire et ses causes, Paris, Coston, 1969, 299 p. (l'éditeur et essayiste Henri Coston avait fait de l'antisémitisme son fonds de commerce).
  - L'Antisémitisme, son histoire et ses causes, Paris, La Différence, 1982, 199 p..
  - L'Antisémitisme, son histoire et ses causes, Paris, la Vieille Taupe, 1985.
  - L'Antisémitisme, son histoire et ses causes, Paris, 1990, reprend l'édition de 1900, préface Jean-Denis Bredin, 418 p.
  - L'Antisémitisme, son histoire et ses causes, P., Arctic, 2006, 245 p.
  - L'Antisémitisme, son histoire et ses causes, Kontre Kulture, 2024, avant-propos d'Alain Soral, 226 p.
- Lettres prolétariennes, Arcis-sur-Aube, Imprim. Frémont, 1895.
- Figures contemporaines : ceux d'aujourd'hui, ceux de demain
  - Paris, Librairie académique Didier Perrin et Cie, 1895, lire en ligne sur Gallica
  - Grenoble, Ellug - Université Stendhal, 2002, (Édition présentée et annotée par Hélène Millot)   (ISBN 9782843100383)
- Contre l'antisémitisme. Histoire d'une polémique, Paris, Stock, 1896, 36 p.
  - Contre l'antisémitisme. Histoire d'une polémique, Texte en ligne, Bibliothèque Rutebeuf.
  - Contre l'antisémitisme. Histoire d'une polémique, Paris, La Différence, 1983, 126 p. (en appendice « Portrait de Bernard Lazare » par Charles Péguy).
- Une erreur judiciaire. La vérité sur l'affaire Dreyfus, Brux., Imprim. Monnom, 1896.
  - L'Affaire Dreyfus – Une erreur judiciaire, Paris, Stock, 1897, également disponible sur Manioc.org
    - L'Affaire Dreyfus – Une erreur judiciaire, nouvelle édition établie par Ph. Oriol, Paris, Allia, 1993.
- Antisémitisme et Révolution, Paris, Stock, 1898, 16 p.
  - Antisémitisme et révolution, Cercle Bernard Lazare, Supplément aux Cahiers Bernard Lazare, s.d. [1970], 40 p.
- Les porteurs de torches, Paris, Armand Colin, 1897, lire en ligne sur Gallica
- Le nationalisme juif, Paris, Kadimah, 1898, 16 p., disponible sur Gallica
- Le fumier de Job. Fragments inédits précédés du portrait de B. Lazare par Charles Péguy, Paris, Rieder, 1928 (1929), coll. "Judaïsme", 175 p.
  - Le Fumier de Job ; texte établi par Philippe Oriol, Paris, Champion, 1998.
- Juifs et antisémites, édition établie par Philippe Oriol, Paris, Allia, 1992; rééditée sous le titre La Question juive, Paris, Allia, 2012.
- Bernard Lazare, anarchiste et nationaliste juif, textes réunis par Philippe Oriol, Paris, Champion, 1999, 372 p., planches, très importante bibliographie.